# Arno Vihalemm
Arno Vihalemm (* 11. Maijul. / 24. Mai 1911greg. in Pärnu; † 21. Juli 1990 in Växjö, Schweden) war ein estnischer Lyriker und Graphiker.

## Leben
Arno Vihalemm hieß bis zur Estnisierung seines Namens 1936 Arnold Koch. Er wurde als Sohn eines Zollbeamten geboren. 1931 schloss er das Knaben-Gymnasium in Pärnu ab.
Vihalemm studierte von 1935 bis 1940 sowie 1943 an der Künstlerschule Pallas im livländischen Tartu. In Pärnu besaß er vor dem Beginn des Zweiten Weltkriegs ein eigenes Atelier. 1944 floh Vihalemm vor der sowjetischen Besetzung Estlands nach Schweden. Seine Frau und die beiden Söhne musste er in Estland zurücklassen.
Von 1948 bis 1952 war Vihalemm in Ystad als Künstler in einer Keramikfabrik tätig. Anschließend ließ er sich als freischaffender Graphiker, Maler und Dichter in Südschweden nieder.
Arno Vihalemm ist sowohl durch seine im schwedischen Exil erschienenen sechs Gedichtsammlungen in estnischer Sprache, die häufig (selbst-)ironische und groteske Verse von naiver Leichtigkeit enthielten, als auch durch seine grafischen Arbeiten, Gemälde und Buchillustrationen bekannt geworden.
Arno Vihalemm ist der Vater des estnischen Philosophen Rein Vihalemm (* 1938) und des Journalisten Peeter Vihalemm (* 1944).

## Lyriksammlungen
- Kaja kivi südames (1954)
- Marionetid (mit Linolschnitten des Dichters, 1958)
- Consolationes (1961)
- Tsoo-loogia ehk ingel lindudega (1966)
- Ühe keelega kannel (1979)
- Viis on viis (1986)